# Kaurava

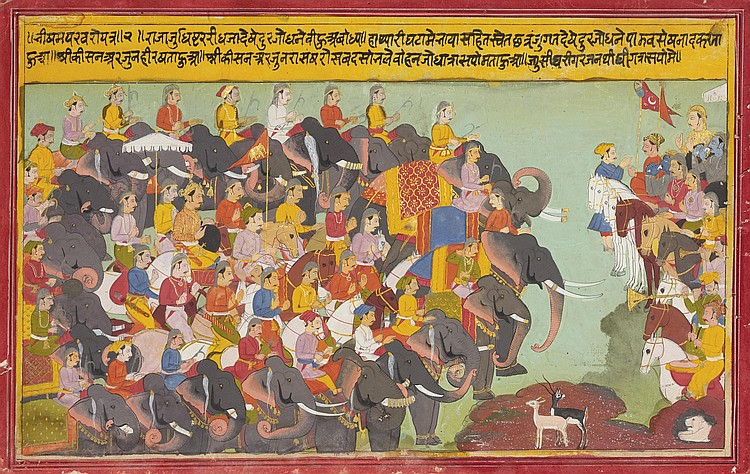
L'armée Kaurava (à gauche) fait face aux Pandavas. Une peinture des XVIIe et XVIIIe siècles de Mewar, Rajasthan.

Les Kauravas (en sanskrit : कौरव) sont une famille légendaire de l'épopée de l'hindouisme le Mahabharata. Le terme fait référence aux descendants de Kourou, un roi légendaire de l'Inde qui est l'ancêtre de nombreux personnages de l'épopée du Mahabharata. Habituellement, il est utilisé pour désigner les 100 fils du roi aveugle Dritarashtra et de son épouse Gāndhārī.
L'aîné d'entre eux, Duryodhana, par son entêtement, fera éclater la guerre entre Kaurava et Pândavas, ce qui constitue la base de l'histoire du Mahābhārata, la guerre se nommant bataille du Kurukshetra.

## Étymologie
Le nom propre indo-iranien *kúru-, attesté à la fois comme nom de peuple dans l'Inde brahmanique, comme nom de personne par le vieux-perse kuru- (Cyrus) et comme nom de l'ancêtre des Kauravas peut s'interpréter à partir de la base *kur- « allumer le feu ». Selon Jean Haudry, la forme est issue d'un dérivé primaire signifiant « allumé, chauffé (par le feu de l'héroïsme) ».